# Полевая Бохтюга
Полевая Бохтюга — река в России, протекает в Сямженском районе Вологодской области. Устье реки находится в 2 км по правому берегу реки Бохтюга. Длина реки составляет 10 км.

## Течение
Исток Полевой Бохтюги находится в заболоченном лесу к северо-востоку от деревни Юковская (Сельское поселение Ногинское) и в 21 км к северо-востоку от Сямжи. Река течёт по заболоченному ненаселённому лесу на юг параллельно Бохтюге, в которую и впадает за 2 км до впадения самой Бохтюги в Шиченгу.

## Данные водного реестра
По данным государственного водного реестра России относится к Двинско-Печорскому бассейновому округу, водохозяйственный участок реки — озеро Кубенское и реки Сухона от истока до Кубенского гидроузла, речной подбассейн реки — Сухона. Речной бассейн реки — Северная Двина.
Код объекта в государственном водном реестре — 03020100112103000005795.